# 斯泰波韋 (阿爾切夫斯克區)
48°37′32″N 38°58′19″E / 48.62556°N 38.97194°E
斯泰波韋（烏克蘭語：Степове）是位於烏克蘭東部的村莊，由盧甘斯克州阿爾切夫斯克區的濟莫希里亞市鎮負責管轄。該村始建於1959年，面積2.02平方公里，海拔高度107米，2001年人口959，人口密度每平方公里475.2人。